# Daimiel
Daimiel è un comune spagnolo di 18 577 abitanti situato nella comunità autonoma di Castiglia-La Mancia.
Ha dato i natali alla venerabile Suor Consuelo Utrilla y Lozano del Cuore Immacolato di Maria, monaca minima di San Francesco di Paola, che vi nacque il 6 settembre 1925 e all'architetto Miguel Fisac.